# Fissicrambus hospition
Fissicrambus hospition là một loài bướm đêm trong họ Crambidae.